# Огърлични гущери
Огърличните гущери (Crotaphytus) са род влечуги от семейство Crotaphytidae.
Включва 9 вида дребни до средноголеми хищни гущери, разпространени главно в пустинните области на Северна Америка.

## Видове
Род Crotaphytus – Огърлични гущери
- Crotaphytus antiquus Axtell & Webb, 1995
- Crotaphytus bicinctores N.M. Smith & W.W. Tanner, 1972
- Crotaphytus collaris Say, 1823 – Източна огърлична пустинна игуана
- Crotaphytus dickersonae K.P. Schmidt, 1922
- Crotaphytus grismeri McGuire, 1994
- Crotaphytus insularis Van Denburgh & Slevin, 1921
- Crotaphytus nebrius Axtell & Montanucci, 1977
- Crotaphytus reticulatus Baird, 1858
- Crotaphytus vestigium N.M. Smith & W.W. Tanner, 1972